# شکار موش
شکار موش (به انگلیسی: MouseHunt) یک فیلم کمدی آمریکایی محصول ۱۹۹۷ است که توسط آدام ریفکین نوشته شده و گور وربینسکی در اولین کارگردانی خود کارگردانی کرده است. در این فیلم ناتان لین، لی اوانز، موری چایکین مائوری چایکین و کریستوفر واکن به ایفای نقش پرداخته‌اند. این فیلم دو برادر لورل و هاردی‌مانند را دنبال می‌کند که در مبارزه با یک موش خانگی کوچک اما حیله‌گر برای تصاحب عمارتی که پدرشان به آن‌ها با ارث داده بود. در حالی که فیلم در اواخر قرن بیستم می‌گذرد، سبک های طنز از دهه ۱۹۴۰ تا ۱۹۹۰ متغیر است. این اولین فیلم خانوادگی بود که توسط دریم ورکس پیکچرز منتشر شد، که در ۱۹ دسامبر ۱۹۹۷ آن را در ایالات متحده اکران کرد و نقدهای متفاوتی دریافت کرد، اما موفقیت تجاری داشت.  دوبله فارسی این فیلم با عنوان «موش زبل» از شبکه نمایش پخش شد.

## داستان
«ارنی» (ناتان لین) و «لارس» (لی اوانز)، یک خانهٔ قدیمی و یک کارخانهٔ ریسمان بافی را به ارث می‌برند. دو برادر تصمیم می‌گیرند در خانهٔ قدیمی زندگی کنند و ناگهان متوجه می‌شوند معمار خانه، آرشیتکت سرشناسی بوده و آن دو صاحب ثروت بزرگی شده‌اند. آنان تصمیم می‌گیرند خانه را از طریق حراج بفروشند؛ اما پیش از فروش باید از شر موشی که در دیوارهای آن زندگی می‌کند، خلاص شوند.